# Farsø Vandtårn
Farsø Vandtårn er et 14 meter højt vandtårn i Farsø beliggende ved den nordøstlige indfaldsvej til byen, hvorfor det i en rapport om beboelseskvalitet i de nordjyske byer fra 2003 blev karakteriseret som ét af de mest synlige kendetegn for Farsø. 
Vandtårnet ligger sammen med et pumpehus, som fik installeret ny trykforøger i 2002.  Tårnet er placeret på en lille høj omgivet af træer.

## Historie
Den offentlige vandforsyning i Farsø blev etableret i 1905, men først i 1930'erne var forbruget steget så meget, at der var behov for en ny vandbeholder. En anbefaling fra et aarhusiansk ingeniørfirma gjorde, at vandtårnet blev etableret i 1935. 
I den senere tid har vandtårnet fået en del opmærksomhed: I 1999 blev det restaureret, og i august 2005 var det åbent for offentligheden i forbindelse med Farsø Vandværks 100 års jubilæum. I den anledning skænkede Sparekassen Farsø 25.000 kroner til at oplyse vandtårnet, som fra december 2006 er belyst med projektører gennem døgnets mørke timer.